# Lake Wendouree
Lake Wendouree je uměle vytvořené a udržované mělké městské jezero, přiléhající ke stejnojmennému předměstí města Ballarat v Austrálii.

## Původ jména
Jméno Wendouree pochází z aboridžinského slova wendaaree, které znamená „jdi pryč“. Legenda říká, že když se osadník William Cross Yuille ptal místní domorodé ženy na jméno bažin, tohle byla její odpověď.

## Historie
Lake Wendouree patří spolu s blízkými jezery Lake Burrumbeet a Lake Learmonth mezi nejmenší přirozené mokřady. Během Victorijské zlaté horečky v roce 1851 byly bažiny a říčka, která jimi protékala, zastavěny přehradou. V 60. letech 19. století se z místa stala populární rekreační jezero. V roce 1956 se zde během letních olympijských her konaly závody ve veslování a kanoistice.
Kvůli velkým suchům došlo několikrát k vysušení jezera. Naposledy se tak stalo mezi lety 2006 a 2011.